# It Could Happen to You
It Could Happen to You är en populär jazzstandard skriven av Johnny Burke och Jimmy Van Heusen.  Sången skrevs 1944 och lanserades i Paramounts musikal- och komedifilm, And the Angels Sing.   
En inspelning med Jo Stafford gavs ut av Capitol Records. Den nådde Billboard-listans 10:e-plats 21 september 1944, där den låg i en vecka.